# François Vercammen
François Vercammen (Antwerpen, 30 oktober 1944 - Leuven, 16 juni 2015) was een van de oprichters van de Revolutionaire Arbeidersliga, de Belgische afdeling van de Vierde Internationale.

## Biografie
Vercammen was de zoon van een Antwerpse dokwerker en een arbeidster in een snoepfabriek. Vercammen volgde eerst een lerarenopleiding om vervolgens moraalwetenschappen te studeren in Gent, samen met onder meer Ronald Commers en Eric Corijn. Vercammen studeerde af in 1967 met de thesis "Het neokapitalisme en de veranderingen in de arbeidersklasse : een poging tot synthese van de opvattingen die de laatste tien jaar in de West-Europese socialistische beweging zijn naar voor gekomen, aangaande het neokapitalisme en de veranderingen in de arbeidersklasse."
In 1964 sloot Vercammen zich aan bij de Vierde Internationale. Hij werd met lid van de jongerenvereniging Socialistische Jonge Wacht. Onder invloed van Ernest Mandel richtte Vercammen, met onder meer Eric Corijn, de Marxistische Revolutionaire Beweging op, waarvan ook Ronald Commers lid zouden worden.
Vercammen werd een van de belangrijkste partij-ideologen van de Revolutionaire Arbeidersliga, naast Mandel zelf, en Eric Corijn.
Vercammen was met Pierre Rousset een van de Belgen die in Amsterdam het International Institute for Research and Formation oprichtte, waarvan hij van 1982 tot 1985 codirecteur was.

### Val van de Berlijnse Muur
De val van de Berlijnse Muur (1989) en de val van het communisme (jaren 1980 en 1990) in Oost-Europa zorgden ervoor dat veel West-Europese communisten, waaronder Vercammen, hun politieke visie een nieuwe invulling moesten geven.
Kort voor de val van de muur veroordeelde Vercammen de Belgische Partij van de Arbeid omdat die zich bleef baseren op het Chinese communistische model.
Vercammen, die steeds een tegenstander was van het stalinisme, juichte de ontwikkelingen in Oost-Europa toe, omdat hij dit niet-noodzakelijk zag als een opstand tegen het communisme op zich, maar eerder als het failliet van het stalinisme waar de bureaucratie zich meester had gemaakt van het staatsapparaat, en vooral bezig was haar eigen belangen te dienen. Aldus beschouwde hij de ontwikkelingen tijdens de val van de muur als een overwinning voor de werkende bevolking.
Hij juichte de opstand tegen tegen de Roemeense leider Nicolae Ceaușescu toe, omdat hij dit een antibureaucratische opstand vond. Tevens was hij ingenomen met de val van sovjetleider Michail Gorbatsjov, omdat dit volgens hem de zwanenzang was van het stalinisme.
Hij was er zich wel van bewust dat de ontwikkelingen niet per se zouden leiden tot een nieuw soort communisme in Oost-Europa. Vercammen schreef:
“De bureaucratie is dus overal verzwakt in Oost-Europa. Gehavend en gediscrediteerd is ze uit de strijd gekomen. Maar dat is onvoldoende. Om het socialistisch perspektief te ontwikkelen, zal er een volgende stap nodig zijn: het omver werpen van de Nomenklatoera en de instelling van een demokratische socialistische arbeidersmacht.”

### Na de val van de muur
In de periode na de val van de muur en de overgang van de landen van het voormalige Oostblok naar het kapitalisme was Vercammen bezig met een heroriëntering van de Vierde internationale, of in zijn woorden een "ideologische herbewapening". Hij begon het trotskisme gedateerd te vinden, omdat het een analyse was uit het verleden die niet voldoende meer aansloot bij de gewijzigde maatschappelijke realiteit die was ontstaan door de val van de muur en de groei van het neoliberalisme. De val van de muur zag hij vooral als het falen van het stalinisme, maar de schok die de val opleverde voor alle communistische partijen zorgde er voor dat Vercammen ervoor ijverde veel meer uit te gaan van de realiteit, in plaats van zich ideologisch te baseren op zuiver theoretische beschouwingen. Bij bezigde hierbij de slogan "De wereld begrijpen om hem te veranderen".
Vercammen verzette zich tegen de Eerste Golfoorlog, die hij een voorbeeld vond van imperialisme. Hij vond tevens dat de West-Europese sociaaldemocratieën zich te hard de Washington Consensus lieten opdringen.
Vercammen besefte dat radicaal links in een diep dal zat, maar putte moed uit onder meer de acties van de andersglobalisten. Hij bleef zichzelf wel zien als een marxist
In de jaren '90 was hij meerdere dagen per week aanwezig in het hoofdkwartier van de Vierde Internationale in Parijs, 
weerom onder impuls van Ernest Mandel.
In 2000 was hij een van de sleutelfiguren die in Lissabon aan de basis lag van het European Anti-Capitalist Left (EACL), een informeel netwerk van Europese linkse partijen, zoals Italiaanse Heropgerichte Communistische Partij, het Portugese Links Blok of de Deense Enhedslisten.
François Vercammen overleed in 2015 na jarenlange gezondheidsproblemen.